# Rio de Janeiro Minotauros
O Rio de Janeiro Minotauros é uma equipe de futebol americano de praia da capital fluminense. Foi o primeiro time do esporte da Praia do Flamengo, Zona Sul do Rio de Janeiro, e é o atual campeão do torneio Niterói Bowl realizado na praia de Icaraí, no município de Niterói.

## Fundação
Fundado no dia 10 de outubro de 2010, no bar Picote, no bairro do Flamengo.

## Jogos
Amistosos:
- RJ Minotauros 28 x 26 Ero Devil Bats
- RJ Minotauros 12 x 7 Ero Devil Bats
- RJ Minotauros 21 x 12 Mangaratiba Megalodons
- RJ Minotauros 30 x 22 Niterói Sandstorms
- RJ Minotauros 00 x 06 Ipanema Tatuís

Niterói Bowl:
- RJ Minotauros 45 x 10 Arraial do Cabo Blindados

Final:
- RJ Minotauros 14 x 8 Niterói Sandstorms

## Títulos
Niterói Bowl: 2012 
 Mangaratiba Bowl 2012

## Local de Treinos
O RJ Minotauros treina na Praia do Flamengo, na altura da Rua Barão do Flamengo, Rio de Janeiro, todos os sábados às 16 horas.

## Comissão Técnica
- Head Coach: Felipe Fernandes (Lipe)
- Coordenador Ofensivo: Bruno Barandas
- Coordenador Defensivo:  Daniel Fontes (Catatau)
- Coordenador dos Special Teams: Pedro Silva (Silva)

## Diretoria
- Presidente: Bruno Barandas
- Diretor Financeiro: Kaio Maciel (Caetano)
- Diretor de Comunicação: Lucas de Sá (Sassá)
- Diretor técnico: Pedro Silva (Silva)
- Diretor de Materiais: Pedro Cardoso (Pedrinho)
- Diretor de Segurança: Felippe Carlos (Kyo)